# AEC装甲指揮車
AEC装甲指揮車（AEC Armoured Command Vehicle（ACV））は、第二次世界大戦中にイギリスのAEC（Associated Equipment Company）社が製作した一連の指揮車両である。ドーチェスター（Dorchester）の通称でも知られる。

## 歴史

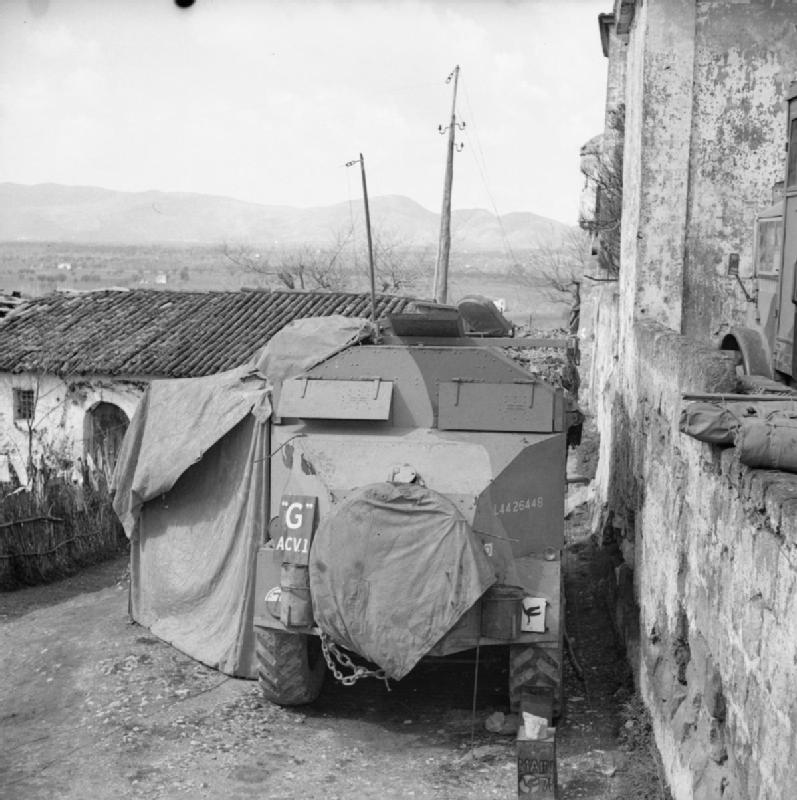
第23旅団本部中隊所属のACV（イタリア・フランコリーゼ、1944年3月14日）

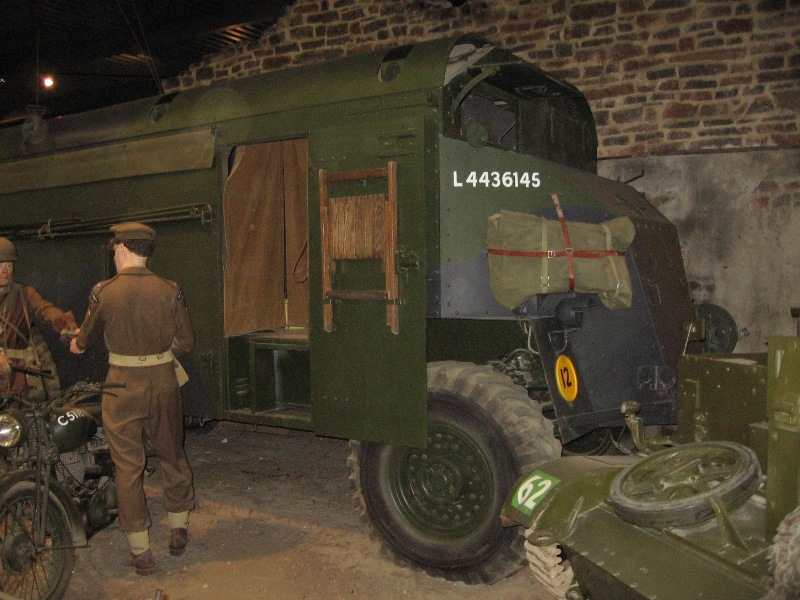
大英戦争博物館に展示されているACV

第二次世界大戦の間、イギリスは特注の装甲指揮車両を開発し、広汎に装備する唯一の国だった。それらは本質的に、トラックの車体を基とした装甲バスであった。
イギリス陸軍で最も広く用いられた装甲指揮車は、AECマタドールを基としたAEC 四輪駆動装甲指揮車であった。箱型の車体は装甲厚12ミリの鋼板製で、左右と後部に乗降ドア、上面に3か所のスライド式ハッチがある。1941年から生産に入り、1943年までに総計415輌が生産された。この車輛は最初に北アフリカ戦線で使用され、戦争終了まで運用された。
通称は車内が広く快適なことから、ロンドンにある高級ホテル「ドーチェスター・ホテル」に因んで名付けられた。この型式の3輌の装甲指揮車は北アフリカ戦線でドイツアフリカ軍団に捕獲された。それらのうちの2輌はマックスとモーリッツと名付けられ、作戦中ずっとエルヴィン・ロンメルと幕僚たちに使用された。
1944年には、より大型のAEC 6×6輪駆動装甲指揮車が開発された。この車輛はAECマーシャルの車体を基としたもので、駆動にはAEC 198 150馬力エンジンを用いた。この車体は9mm厚の圧延鋼板を溶接し、車重は17トンに達した。生産数は151輌である。
両方の車輛とも、2種類の形態で作られ、LP（低出力型）、HP（高出力型）と呼ばれた。